# Sob Pressão (filme)
Sob Pressão é um filme brasileiro de drama lançado em 2016. Dirigido e produzido por Andrucha Waddington, é livremente inspirado no livro Sob Pressão: A Rotina de Guerra de Um Médico Brasileiro, do cirurgião torácico Marcio Maranhão em depoimento à jornalista Karla Monteiro e em uma premissa de Mini Kerti.
O filme deu origem à série de televisão homônima da TV Globo.

## Enredo
Ao longo de um dia tenso na emergência, na sala de trauma e no centro cirúrgico, acompanhamos o trabalho do cirurgião Evandro (Júlio Andrade) e equipe em três casos que requerem cirurgias de risco: um traficante, um policial militar e uma criança de família rica, todos feridos durante um tiroteio numa favela próxima ao hospital. Enfrentando a urgência, as condições limitadas do hospital e a pressão de parentes e outras pessoas ligadas aos pacientes, Evandro vai se ver diante de escolhas difíceis para fazer tudo o que é possível e tentar o impossível.

## Elenco
- Júlio Andrade como Dr. Evandro
- Andréa Beltrão como Ana Lucia
- Marjorie Estiano como Drª. Carolina
- Stepan Nercessian como Samuel
- Ícaro Silva como Dr. Paulo
- Joelson Medeiros como Dr. Américo
- Thelmo Fernandes como Capitão Botelho
- Álamo Facó como Dr. Norman
- Julia Shimura como Enfª. Keiko
- Josie Antello como Rosa
- Luciano Vidigal como Barão

Diversos atores reprisaram seus papéis na série de televisão: Júlio Andrade, Marjorie Estiano, Stepan Nercessian e Josie Antello fazem parte do elenco principal; Thelmo Fernandes e Luciano Vidigal fizeram parte do elenco recorrente; e Julia Shimura se uniu ao elenco na segunda temporada.

## Produção
Todas as cenas do filme foram filmadas em uma parte desativada do Hospital Nossa Senhora das Dores, em Cascadura, no Rio de Janeiro. A mesma locação também é utilizada nas filmagens da série de televisão.

## Recepção
| Críticas profissionais | Críticas profissionais |
| Avaliações da crítica  | Avaliações da crítica  |
| Fonte                  | Avaliação              |
| ---------------------- | ---------------------- |
| Rubens Ewald Filho     | [ 6 ]                  |
| Estadão                | [ 7 ]                  |
| Almanaque Virtual      | [ 6 ]                  |
| Papo de Cinema         | [ 6 ]                  |
| AdoroCinema            | [ 8 ]                  |
| Cineweb                | [ 6 ]                  |
| Críticos.com.br        | [ 6 ]                  |
| O Globo                | [ 6 ]                  |
| Folha de S.Paulo       | [ 6 ]                  |
| Veja                   | [ 6 ]                  |

### Crítica
De acordo com o crítico Rubens Ewald Filho, o filme tem "um certo jeito de série de TV americana de hospital, o que não é crítica, mas elogio". Ele elogia também o elenco, destacando a atuação de Júlio Andrade: "Novamente grande parte do mérito se deve ao ator brasileiro mais premiado e elogiado dos últimos anos e que ironicamente pouca gente conhece pelo nome. O gaúcho Júlio Andrade tem outro grande momento, sem cair em exageros que o personagem podia lhe abrir. Não foi à toa premiado como melhor ator no Festival do Rio."
Em crítica ao Estadão, Rodrigo Fonseca afirma que o "principal acerto" do filme "é o fato de imprimir (e sustentar) ao longo de quase 90 minutos uma sensação de filme de ação em uma trama hospitalar. Ação padrão Stallone." Já Miguel Barbieri Jr, em resenha à Veja, diz que "embora dinâmico e realista, o roteiro exagera nas tintas dramáticas."

### Prêmios e indicações
| Ano  | Prêmio                             | Categoria                | Indicado            | Resultado | Ref.   |
| ---- | ---------------------------------- | ------------------------ | ------------------- | --------- | ------ |
| 2016 | Festival do Rio                    | Melhor Ator              | Júlio Andrade       | Venceu    | [ 10 ] |
| 2016 | Festival do Rio                    | Melhor Ator Coadjuvante  | Stepan Nercessian   | Venceu    | [ 10 ] |
| 2016 | Troféu APCA                        | Melhor Ator (Cinema)     | Júlio Andrade       | Venceu    | [ 11 ] |
| 2016 | Prêmio Quem de Cinema              | Melhor Ator              | Júlio Andrade       | Indicado  | [ 12 ] |
| 2016 | Prêmio Quem de Cinema              | Melhor Atriz             | Andréa Beltrão      | Indicada  | [ 13 ] |
| 2016 | Prêmio Quem de Cinema              | Melhor Diretor           | Andrucha Waddington | Indicado  | [ 14 ] |
| 2017 | Grande Prêmio do Cinema Brasileiro | Melhor Atriz Coadjuvante | Andréa Beltrão      | Indicada  | [ 15 ] |
| 2017 | Festival Sesc de Cinema            | Melhor Filme             | Renato Fagundes     | Indicado  |        |
| 2017 | Festival Sesc de Cinema            | Melhor Ator              | Júlio Andrade       | Indicado  |        |
| 2017 | Festival Sesc de Cinema            | Melhor Ator              | Ícaro Silva         | Indicado  |        |
| 2017 | Festival Sesc de Cinema            | Melhor Atriz             | Marjorie Estiano    | Indicada  |        |
| 2017 | Festival Sesc de Cinema            | Melhor Diretor           | Andrucha Waddington | Indicado  |        |
| 2017 | Festival Sesc de Cinema            | Melhor Roteiro           | Leandro Assis       | Indicado  |        |
| 2017 | Festival Sesc de Cinema            | Melhor Fotografia        | Fernando Young      | Indicado  |        |